# Tokyo Anime Award
Il Tokyo Anime Award è un premio nato nel 2002 in Giappone, ma successivamente nominato così nel 2005. Le prime tre edizioni avevano il nome di Competition. Il premio viene conferito ai miglior film e serie televisive d'animazione (anime) sia giapponesi che internazionali.
Le cerimonie di premiazione si sono tenute alla Tokyo International Anime Fair (TAF) fino al 2013. Nel 2014, dopo la fusione della Tokyo International Anime Fair con l'Anime Contents Expo e la formazione della convenzione AnimeJapan, i Tokyo Anime Awards sono stati trasformati in un festival separato chiamato Tokyo Anime Awards Festival (TAAF).
In particolare, sono presenti gli Open Entry Awards per creatori dilettanti (il vincitore viene premiato con un milione di yen). Sebbene ci siano dieci giudici principali, il numero totale è di oltre cento. Vari gruppi partecipano alla valutazione del festival, come membri dello staff degli studi di anime, professori di università, oltre a produttori e redattori di varie riviste.

## Candidature
Tutti gli anime pubblicati in Giappone dal 1º dicembre dell'anno precedente al festival al 30 novembre dell'anno successivo, diventano candidati. L'anime che meglio rappresenta la categoria in cui è stato nominato viene scelto come vincitore della categoria.

## Categorie

### Gran Premio
Tokyo Anime Award (2002-2013)
- Anime of the Year (Animazione dell'anno)

Tokyo Anime Award Festival (dal 2014)
- Anime of the Year - Film (Animazione dell'anno - film)
- Anime of the Year - Television (Animazione dell'anno - serie televisiva)

### Premi individuali
- Best Director (Miglior regista) (dal 2002)
- Best Art Director (Miglior direttore artistico) (dal 2002)
- Best Sound Artist/Performer (Miglior compositore) (dal 2002)
- Best Voice Actor (Miglior doppiatore originale) (2002-2019)
- Best Character Designer (Miglior creatore di personaggi) (2002-2016)
- Best Writer (Miglior autore) (dal 2014)
- Best Animator (Miglior animatore) (dal 2014)

## Animazione dell'anno
Nel primo anno della celebrazione, il premio è stato assegnato a La città incantata come "Grand Prix" (Gran Premio). L'anno successivo non è stato assegnato.
Dal 2014, il Tokyo Anime Award Festival ha assegnato un Gran Premio dell'Anime dell'Anno in due categorie: Film e Televisione.
| Tokyo Anime Award          | Tokyo Anime Award                              | Tokyo Anime Award |
| Anno                       | Vincitore                                      | Nota              |
| -------------------------- | ---------------------------------------------- | ----------------- |
| 2002                       | La città incantata                             | Grand Prix        |
| 2003                       | Non assegnato                                  | Non assegnato     |
| 2004                       | Mobile Suit Gundam SEED                        |                   |
| 2005                       | Il castello errante di Howl                    |                   |
| 2006                       | Il conquistatore di Shamballa                  |                   |
| 2007                       | La ragazza che saltava nel tempo               |                   |
| 2008                       | Evangelion: 1.0 You Are (Not) Alone            |                   |
| 2009                       | Ponyo sulla scogliera                          |                   |
| 2010                       | Summer Wars                                    |                   |
| 2011                       | Arrietty - Il mondo segreto sotto il pavimento |                   |
| 2012                       | La collina dei papaveri                        |                   |
| 2013                       | Wolf Children - Ame e Yuki i bambini lupo      |                   |
| Tokyo Anime Award Festival |                                                |                   |
| 2014                       | Si alza il vento                               | Film              |
| 2014                       | L'attacco dei giganti                          | Televisione       |
| 2015                       | Frozen - Il regno di ghiaccio                  | Film              |
| 2015                       | Ping Pong the Animation                        | Televisione       |
| 2016                       | Love Live! The School Idol Movie               | Film              |
| 2016                       | Shirobako                                      | Televisione       |
| 2017                       | La forma della voce - A Silent Voice           | Film              |
| 2017                       | Yuri!!! on Ice                                 | Televisione       |
| 2018                       | In questo angolo di mondo                      | Film              |
| 2018                       | Kemono Friends                                 | Televisione       |
| 2019                       | Meitantei Conan - Zero no shikkōnin            | Film              |
| 2019                       | Zombie Land Saga                               | Televisione       |
| 2020                       | Weathering with You                            | Film              |
| 2020                       | Demon Slayer - Kimetsu no yaiba                | Televisione       |
| 2021                       | Violet Evergarden: Il film                     | Film              |
| 2021                       | Keep Your Hands Off Eizouken!                  | Televisione       |
| 2022                       | Evangelion: 3.0+1.0 Thrice Upon a Time         | Film              |
| 2022                       | Jujutsu Kaisen                                 | Televisione       |
| 2023                       | One Piece Film: Red                            | Film              |
| 2023                       | Spy x Family                                   | Televisione       |
| 2024                       | The First Slum Dunk                            | Film              |
| 2024                       | Oshi no ko - My Star                           | Televisione       |